# ティアラ! (雑誌)
『ティアラ!』（TIARA!）は、かつてコアマガジンより刊行された日本のアニメムック。

## 概要
女児向けアニメ誌をコンセプトに作られ、「出ましたっ!パワパフガールズZ」や「ふたりはプリキュア」シリーズ、「レ・ミゼラブル 少女コゼット」の付録ポスターや特集が組まれた。女児向けながら「舞-乙HiME」の描き下ろし水着グラビアや「苺ましまろ」のキャラ紹介、「ハヤテのごとく!」「天元突破グレンラガン」のヒロイン特集など、コアなアニメ層向けの記事もあった。また付録の「ティアラ名作劇場」と銘打たれたドラマCDも、作品そのものは児童向けの童話だが、人気アニメ声優が起用されている。
表紙は「出ましたっ!パワパフガールズZ」、巻頭のプリンセスイラストは椋本夏夜と依澄れい。 

## ドラマCD
「ふしぎの国のアリス」
- STAFF
  - 編著 - 上崎洋一
  - 脚文 - たかはた喬
  - 挿絵 - あぼしまこ
- CAST
  - アリス - 能登麻美子
  - 白ウサギ - 志村由美
  - チェシャネコ - 笹島かほる
  - ヤマネ - 山川琴美
  - 三月ウサギ - 儀武ゆう子
  - おはなしのお姉さん - 井上喜久子

「シンデレラ」
- STAFF
  - 編著 - 上崎洋一
  - 脚文 - たかはた喬
  - 挿絵 - 一美
- CAST
  - シンデレラ - 小清水亜美
  - 王子 - 笹島かほる
  - おはなしのお姉さん、魔女 - 山口由里子

「人魚ひめ」
- STAFF
  - 編著 - 上崎洋一
  - 脚文 - たかはた喬
  - 挿絵 - こうぐちもと
- CAST
  - 人魚ひめ - かかずゆみ
  - 魔女 - 本田貴子
  - おはなしのお姉さん、王子 - 皆川純子

## ポスター
- 「レ・ミゼラブル 少女コゼット」(コゼット）
- 「ふしぎの国のアリス」(アリス）